# Dean Ruddock
Dean Ruddock (* 21. Mai 1992 in Paderborn) ist ein Spoken-Word-Poet, Schriftsteller, Workshopleiter, Veranstalter, Herausgeber und Musiker. Seit 2009 nahm er an mehreren hundert Poetry-Slams teil und stand im Finale der NRW-Meisterschaften 2017. Auch übernahm er die monatlich stattfindende offene Lesebühne Lyriker Lounge (gegründet von Slam-Poet Sulaiman Masomi), die er zirka sieben Jahre lang organisierte und moderierte. Künstlerisch liegt sein Schwerpunkt vor allem auf dem Transfer von Text in andere Medien.

## Leben
Dean Ruddock wurde 1992 in Paderborn geboren. Über das literarische Format Poetry-Slam etablierte sich Ruddock als Poet, Filmemacher, Veranstalter, Herausgeber und Workshopleiter.
Im Jahr 2014 begann er unter anderem mit der Lektora GmbH, Poetry-Slam-Workshops an Schulen, in Bibliotheken und anderen Kultur- und Bildungseinrichtungen zu geben.
Seit Ende 2015 gibt er gemeinsam mit der Poetin Fatima Moumouni rassismuskritische Workshops mit dem Fokus auf Sprache, unter anderem für das Pädagogische Institut München und das Antirassistische Humorfestival Zürich.
Er gründete 2015 mit anderen regionalen Künstlern das Kunstformat „Das ubiquitäre Quintett“ in Paderborn.

## Werk

### Texte
- 2014: Vögel auf Stromleitungen
- 2020: Glaskörperflocken

### Filme
- 2013: Immer im Hellen nach Hause
- 2015: Vögel auf Stromleitungen
- 2015: rem.gif
- 2017: Peak to Valley Ratio – Part IV

### Ausstellungen
- 2018: Mit „Vögel auf Stromleitungen“ im Projektraum Bahnhof 25, Kleve[7]
- 2020: Glaskörperflocken[8]

### Als Herausgeber
- 2018: Slamsala Bumm: Poetry-Slam-Texte für ganz junge Leute, ISBN 3-95461-112-0

## Auszeichnungen
- Publikumspreis im NRW-Wettbewerb des ZEBRA-Poesiefilmfestivals 2016 für seinen Poesiefilm „Vögel auf Stromleitungen“[9]
- Preis der WestArt-Zuschauerjury bei den 63. Internationalen Kurzfilmtagen in Oberhausen für „Vögel auf Stromleitungen“ 2017[10]